# Mozambique Juniors 1982
Das Mozambique Juniors 1982  im Badminton fand vom 25. bis zum 27. Juni 1982 in Beira statt. Im Herreneinzel siegte der spätere Weltmeister Zhao Jianhua.

## Medaillengewinner
| Disziplin    | Gold         | Silber       | Bronze              |
| ------------ | ------------ | ------------ | ------------------- |
| Herreneinzel | Zhao Jianhua | Lin Tao      | Luís Filipe Lebeouf |
| Herreneinzel | Zhao Jianhua | Lin Tao      | Jose Viegas         |
| Dameneinzel  | Yin Haichen  | Zhang Yunhin | Indira Bhikha       |
| Dameneinzel  | Yin Haichen  | Zhang Yunhin | Madhavi             |

## Finalresultate
| Disziplin    | Sieger       | Finalist     | Ergebnis     |
| ------------ | ------------ | ------------ | ------------ |
| Herreneinzel | Zhao Jianhua | Lin Tao      | 15–12, 17–15 |
| Dameneinzel  | Yin Haichen  | Zhang Yunhin | 11–8, 11–8   |